# Raunkiærs livsformer
Raunkiærs livsformer är ett system för indelning av växter efter växternas livsformer, baserat på hur växterna överlever ogynnsamma årstider som vinter och torrperioder med avseende på var växternas tillväxtpunker (skott och knoppar) befinner sig, jämfört med jorden, då växten befinner sig i vila. Indelningssystemet utgår alltså från observerbara fysiologiska karaktärer och beaktar inte släktskap.
Systemet utvecklades av den danske botanikern Christen Raunkiær och presenterades i hans avhandling Planterigets livsformer og deres betydning for geografien från 1907. Raunkiærs utskiljde i detta verk 10 livsformsgrupper som han delade in i fem huvudgrupper. Indelningen kom i senare verk att till viss del modifieras, båda av Raunkiær själv och av andra botaniker som byggde vidare på hans verk, men huvuddragen i systemet har bevarats.
Raunkiærs livsformer är idag ett internationellt känt indelningssystemen som, i mer eller mindre modifierad form jämför med ursprungsformen, kommit till användning som beskrivning av olika växttyper i växtfloror och som en metod för vegetationsanalys, ur växtgeografiskt perspektiv.

## Indelning

### Fanerofyter
Fanerofyter är fleråriga växter med stam som har knopparna sittande på fritt i luften uppstickande skott högt över marken. (I nordiskt klimat som regel minst 25-30 cm över marken för de övervintrande knopparna). En stor del av de växter som hör till gruppen har vedartad stam och är träd eller högre buskar. Men även en del fleråriga högvuxna örter och andra typer av fleråriga växter med örtartad stam räknas in i gruppen. t.ex. vissa klätterväxter.
I Raunkiærs första version av systemet var fanerofyter en av de fem huvudgrupperna och som sådan mycket mångskiftande. Raunkiær urskiljde 15 undergrupper av fanerofyter baserat dels på storlek, dels på förekomsten av knoppfjäll (med eller utan), dels på om de är lövfällande eller städsegröna. Tre av dessa undergrupper ansåg han vara av mer speciell karaktär, nämligen örtartade fanerofyter, epifyter och kaktusar. Epifyter uppställdes i senare versioner av Raunkiærs system som en särskild livsform, på grund av oberoende av markytan. Att observera är att Raunkiær med epifyter menade växter som växer på andra växter, oavsett om de är parasiterande eller inte. I senare indelningssystem baserade på Raunkiærs system har även andra växtgrupper lyfts ur gruppen fanerofyter och setts som egna livsformer, till exempel lianer och aerofyter.
Efter höjd delade Raunkiær in fanerofyterna i fyra grupper; nanofanerofyter (under 2 meter höga), mikrofanerofyter (2-8 meter), mesofanerofyter (8-30 meter) och megafanerofyter (över 30 meter höga).

### Chamaefyter
Chamaefyter är fleråriga växter med ved- eller örtartade upprätta eller krypande stammar som har knoppar som sitter över men nära marken. (I nordiskt klimat som regel högst 20-30 cm över marken för de övervintrande knopparna). Härigenom skyddas de i kallare trakter av snön och i varma och torra trakter av vissnade blad m. m. Till gruppen räknas t.ex. halvbuskar, ris och dvärgbuskar, som blåbär, lingon, kråkbär och ljung, samt vissa krypväxter och kuddväxter.
Chamaefyter var en av de fem huvudgrupperna i Raunkiærs första version av indelningssystemet. Han urskiljde fyra undergrupper av chamaefyter som han kallade halvbuskar, aktiva respektive passiva chamaefyter och kuddväxter.

### Hemikryptofyter
Hemikryptofyter är fleråriga växter, eller tvååriga växter, som har knoppar i markytan eller omedelbart under markytan, så att tillväxtpunkten skyddas fullständigt av jord, snö och vissnade växtdelar. Till denna grupp hör en mångfald olika växter, däribland en mängd perenner, gräs, halvgräs och rosettväxter.
Hemikryptofyter var en av de fem huvudgrupperna i Raunkiærs första version av indelningssystemet. Han urskiljde tre undergrupper, med skillnader i växtsätt, vilka han i sin tur indelade ytterligare efter vissa karaktärer, som förekomsten av utlöpare (med eller utan).

### Kryptofyter
Kryptofyter var en av de fem huvudgrupperna i Raunkiærs första version av indelningssystemet. Med kryptofyter avsåg Raunkiærs växter vars tillväxtpunkter under ogynnsamma årstider är skyddade djupt nere i marken eller av vatten. Han urskiljde tre huvudtyper av kryptofyter, geofyter (som han delade in i fem undergrupper, baserat på vissa karaktärer, till exempel med lök eller rotknöl), helofyter och hydrofyter.

#### Geofyter
Geofyter är växter som överlever ogynnsamma årstider genom underjordiska stammar, knölar eller lökar, det vill säga att tillväxtpunkterna är skyddade djupt under marken. Gruppen omfattar många lökväxter, som tulpaner, påsklilja, pingstlilja, hyacinter och krokus, men även växter som vitsippa (underjordisk stam) och potatis (underjordiska knölar).

#### Helofyter
Helofyter är fleråriga växter som växer i vattendränkta marker eller i vatten och under vegetationsperioden har blad och blommor som sticker upp över vattenytan, men under ogynnsamma årstider överlever genom stammar under botten. Till denna grupp hör många av de växter som brukar kallas kärrväxter eller sumpväxter, men inte alla. Några exempel på helofyter är kaveldun, igelknopp, ag, vass och säv.

#### Hydrofyter
Hydrofyter är växter som växer i vatten och under vegetationsperioden antingen är helt nedsänkta i vatten eller endast har blad och blommor flytande på eller strax över vattenytan och överlever ogynnsamma årstider helt under vattenytan, med rhizom i bottnen eller vegetativa knoppar (en övervintringsmetod som förekommer hos vissa växter som inte är bundna till botten, till exempel dyblad). Man kan säga att vattenlagren under ogynnsamma årstider ger samma skydd för hydrofyterna som jordlagret gör för de förutnämnda geofyterna. Denna typ av växter brukar också kallas för vattenväxter. Exempel på hydrofyter är vattenpest, bandtång, dyblad och näckrosor.

### Terofyter
Terofyter är växter som överlever den ogynnsamma årstiden endast i form av frön, det vill säga växtens livscykel fullbordas från "frö till frö" under den gynnsamma årstiden. Ingen del av den frösättande plantan överlever den ogynnsamma årstiden, utan endast fröna, som sedan gror när den gynnsamma årstiden kommer åter. Fröskalet skyddar väl mot uttorkning, varför många terofyter är sådana växter som genom fröspridning är anpassade för att överleva i varma och torra klimat. Även odlingslandskap är miljöer där många terofyter kan hittas, eftersom många av dem har en snabb livcykel, vilket är fördelaktigt i denna typ av landskap.
Terofyter var en av de fem huvudgrupperna i Raunkiærs första version av indelningssystemet. Huvudsakligen sammanfaller gruppen terofyter med vad som brukar kallas för ettåriga växter eller annueller.